# Hotchkiss M1922
Hotchkiss M1922 — французский лёгкий пулемёт, разработанный компанией Hotchkiss для участия в конкурсе на поставки оружия французской армии. После проигрыша (победил MAC M1924/29 компании Шательро) начал активно продвигаться на экспорт.
Существовал во многих калибрах, под магазинное и ленточное питание и в различных вариантах исполнения.

## Операторы
- Чехословакия — 7,92×57 мм Маузер.
- Греция — 6,5×54 мм Манлихер-Шенауер и 7,92×57 мм Маузер (трофейные турецкие).
- Республика Китай — 7,92×57 мм Маузер (первые закупки с началом войны в 1931 году, приобретено 2620 штук; в ноябре 1937 ещё три партии, 700, 200 и 500 шт. соответственно; в 1938 органы местного самоуправления провинции Гуанси приобрели ещё 500.
- Испания — (M1922/25) 7×57 мм испанский Маузер.
- Великобритания — .303 British.
- Франция — (Mle.1934) 7.5 mm French.
- Турция — 7,92×57 мм Маузер.